# Bronisław Korfanty

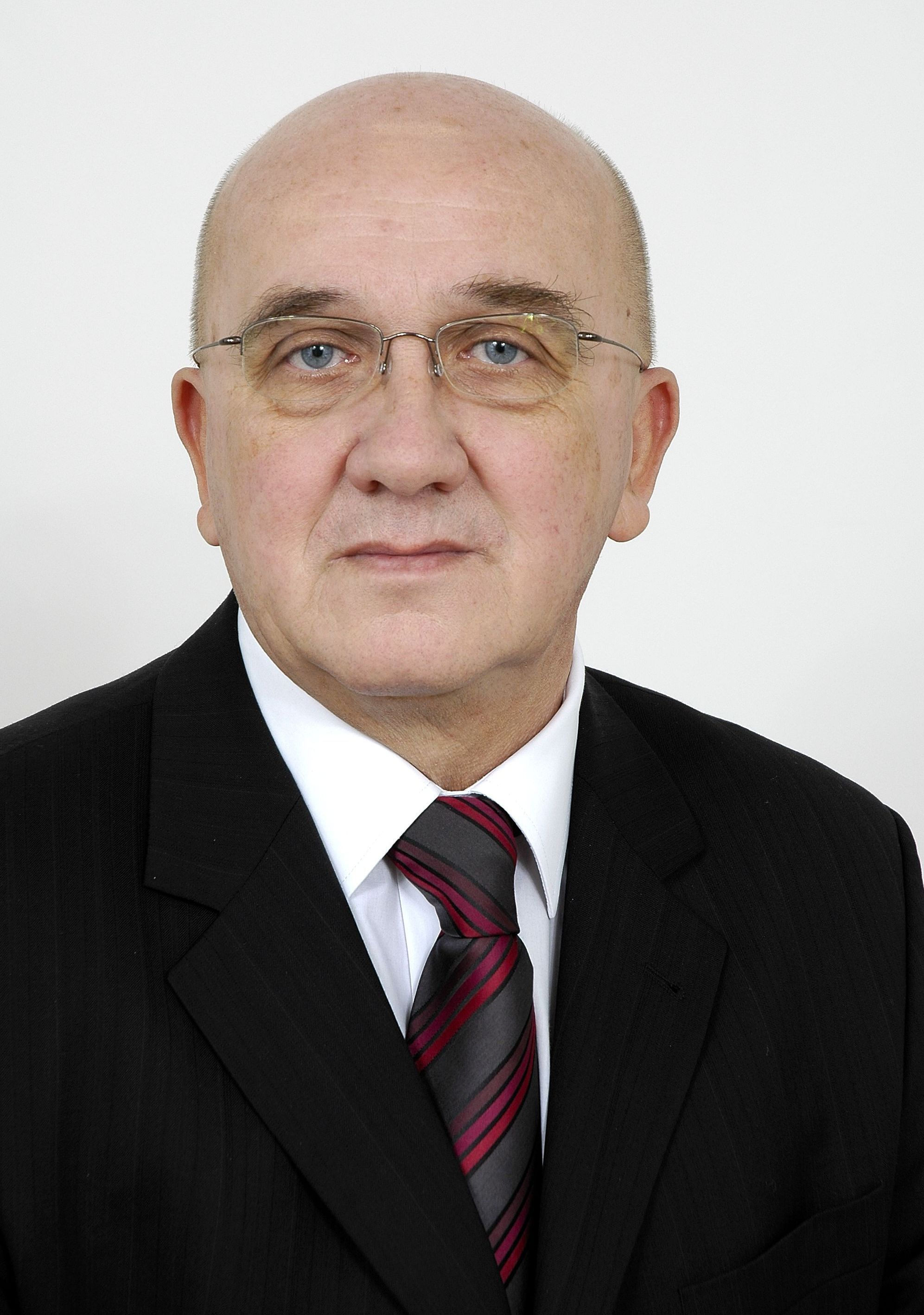
Bronisław Korfanty

Bronisław Jan Korfanty (* 13. August 1952 in Siemianowice Śląskie, Polen) ist polnischer Senator, Vorstand der „Koncept-Informatyka“ und 1. Vorstandsvertreter der Gesellschaften unter dem Namen „Koncept-Finanse“. 
Er studierte Ökonomie in Kattowitz und Krakau. Er ist ein Großneffe Wojciech Korfantys, Mitinitiator des  Wojciech-Korfanty-Instituts in Kattowitz und in der Führung der Bürgerbewegung „Polski Śląsk“ tätig. Er ist verheiratet und hat zwei Kinder.